# Jeannette C. Armstrong
Jeannette Christine Armstrong (* 1948 in einem Reservat bei Penticton, Kanada) ist Literatin, Lyrikerin und Gründerin des indigenen Informations- und Bildungszentrums En'owkin Centre, in dem sie heute die International School of Writing leitet. Sie ist Angehörige der Okanagan und spricht ihre Sprache fließend.

## Leben
Ihre Mutter gehörte zu dem am Columbia River lebenden Kettle River-Stamm, deren Angehörige sich traditionell überwiegend von Fischerei ernährten, ihr Vater hingegen war Okanagan, traditionell ein Jägervolk. Sie erhielt den Namen ihrer Urgroßmutter väterlicherseits. Somit erbte sie Rechte und Verantwortungen in den Gebieten ihrer elterlichen Stämme, gilt aber selbst als Okanagan. Für jeden Sachkundigen ist damit klar, was sie an Rechten und Pflichten, an Kenntnissen und Fertigkeiten, aber auch an Grenzen mit sich führt. So ist jedem Stammesangehörigen nach eigener Aussage klar, „was meine Verantwortlichkeiten sind und was mein Ziel ist, was ich mit mir tragen muss, was ich plane, was ich unterrichte und über was ich nachdenke, was ich tun muss und was ich nicht tun kann“.
International bekannt wurde sie durch ihr Engagement für Menschenrechte und in Umweltinitiativen sowie der Antiglobalisierungsbewegung. 
In ihrem Debütroman Slash von 1985, der mittlerweile auch auf Deutsch vorliegt, beschrieb sie die kulturellen Konflikte der indigenen Völker in Kanada. Er spiegelt anhand der Geschichte zweier Okanagan-Jugendlicher zugleich die Indianer-Bewegung der 1960er und 1970er Jahre wider. 
Jeannette Armstrong wuchs im Okanagan-Reservat in der Nähe von Penticton in der  Provinz British Columbia auf. Sie wurde traditionell erzogen und lernte sowohl ihre Muttersprache als auch Englisch. Dennoch musste sie die Residential School besuchen. 1978 erwarb sie den Bachelor of Fine Arts an der Universität von Victoria und am Okanagan College.
Danach arbeitete sie am Owkin Center, dem Kultur- und Bildungszentrum der 
Okanagan, wirkte am Okanagan Curriculum Project mit, das „weißen“ Kindern die Kultur der Okanagan näher bringen will. Für sie wurde Literatur zum wichtigsten Mittel der Heilung in einem kolonialen Prozess. So gründete sie 1989 die En:owkin School on International Writing, die sie seitdem als Direktorin leitet. 
Daneben engagierte sie sich für Menschenrechte, gegen das Humangenomprojekt und für intellectual property rights, wurde im Mai 2000 von der St. Thomas Universität in New Brunswick mit dem Ehrendoktor ausgezeichnet. 
1990 engagierte sie sich im Oka-Konflikt in Québec, reiste aber auch ins mexikanische Chiapas. 
Im Jahr 2000 veröffentlichte sie „Whispering in Shadows“, das an ihren Erstlingsroman „Slash“ (der inzwischen übersetzt von Audrey Huntley im Unrast Verlag erschienen ist) anknüpft. In Anerkennung ihrer Leistungen erhielt sie den Mungo Martin Award, den Helen Pitt Memorial Award und den Vancouver Foundation Graduate Award. 2021 wurde sie zum Mitglied der Royal Society of Canada ernannt.
Armstrong promovierte 2010 an der Universität Greifswald mit einer Arbeit "Constructing Identity: Syilx Okanagan Oraliture and tmixwcentrism" (Zur Konstruktion ethnischer Identität: Die Vermittlung von Umweltethik in der mündlichen Überlieferung der Syilx-Okanagan) bei Hartmut Lutz. Sie ist Associate Professor an der University of British Columbia.

## Werke
Romane
- Slash. Theytus, Penticton 1985, überarb. 1990
  - Übers. Audrey Huntley Slash. Nachwort Hartmut Lutz. Unrast Verlag, Münster 1997 ISBN 3-928300-56-3
- Neekna and Chemai. 1994
- Whispering in Shadows. 2000

Anthologie
- This is a Story. "All My Relations": An Anthology of Contemporary Canadian Native Fiction. Hg. Thomas King. McClelland & Stewart, Toronto 1990, S. 129–135

Gedichte
- Breath Tracks. Theytus, Penticton Stratford (Ontario) 1991
- Trickster Time. Reihe: Voices. Being Native in Canada. Hg. Linda Jaine, Drew Hayden Taylor. Extension Division, University of Saskatchewan, Saskatoon 1992, S. 1–5

Kinderbücher
- Enwisteetkwa. Walk in water. Okanagan Indian Curriculum Project, Okanagan Tribal Council, Penticton 1982
- Neekna and Chemai. Illustr. Neuausg. Barbara Marchand. Theytus, Penticton 1991

Sachbücher
- Mit Douglas Cardinal. Fotografien Greg Young-Ing.: The Native Creative Process: A Collaborative Discourse. Theytus, Penticton 1991
- James Dumont, Donald R. Fiddler, Jeannette C. Armstrong, Aboriginal Perspectives of the Natural Environment. Theytus, Penticton 1991
- Jeannette Armstrong, Maria Campbell, Doreen Jensen, Joy Asham Fedorick, Jaune Quick-to-See Smith, Lee Maracle. Give Back: First Nations Perspectives on Cultural Practice. Gallerie Publ., North Vancouver 1992
- Lee Maracle et al.: We Get Our Living Like Milk from the Land. Theytus, Penticton 1993
- als Hg.: Looking at the Words of Our People: First Nations Analysis of Literature. Theytus, Penticton 1993

Essays
- Writing from a Native Woman's Perspective. In the Feminine: Women and Words Conference Proceedings 1983, Hg. Ann Dybikowski et al., Longspoon 1985. S. 55–7
- Discipline and Sharing: Education in the Indian Way. Fourth World Journal. 1.2 (Winter 1985–1986): S. 73–88
- Traditional Indigenous Education: A Natural Process. Tradition Change Survival: The Answers Are within Us, University of British Columbia, First Nations House 1988
- Voices of Native Women in Literature. Literature and Empowerment. Third International Feminist Book Fair, Montreal, 17. Juni 1988
- Bridging Cultures, in: Columbiana: Journal of the Intermountain Northwest 30 (1989) 28–30
- Cultural Robbery: Imperialism - Voices of Native Women, in: Trivia 14 (1989) 21–23
- Real Power: Aboriginal Women - Past, Present and Future, in: Status of Women Journal (1990)
- The Disempowerment of First North American Native Peoples and Empowerment through Their Writing. in: Gatherings 1.1 (1990) 141
- Words. Telling It: Women and Language across Cultures. Hg. Telling It Collective. Press Gang, 1990, 23–30
- Racism: Racial Exclusivity and Cultural Supremacy Give Back: First Nations Perspectives on Cultural Practice. Hg. Maria Campbell et al. Gallerie, North Vancouver 1992, S. 74–82
- C is for culture, in: Horizons 7.1, Frühjahr 1993, S. 40

Video- und Tonaufnahmen
- Mary Old Owl. Poetry is Not a Luxury: A Collection of Black and Native Poetry set to Classical Guitar, Reggae, Dub, and African Drums. Audiotape. Maya: CAPAC, 1987
- Grandmothers. Word Up. Compact Disk. Virgin/EMI Music Canada, 1995